# Estádio Yamaha
Yamaha Stadium (ヤマハスタジアム, Yamaha Sutajiamu) é um estádio de futebol localizado na cidade de Iwata, Japão.
O estádio foi construído com o patrocínio da Yamaha, pode ser usado para Rugby e futebol.
É o estádio do time da J. League, o clube Júbilo Iwata, e no rúgbi, Yamaha Jubilo.